# Sternodea japonica
Sternodea japonica là một loài bọ cánh cứng trong họ Cryptophagidae. Loài này được Sasaji miêu tả khoa học năm 1984.